# Megalopolis (film)
Megalopolis är en amerikansk science fiction-dramafilm från 2024. Filmen är regisserad av Francis Ford Coppola som även skrivit filmens manus.
Filmen hade världspremiär på filmfestivalen i Cannes den 17 maj 2024. Den hade premiär i Sverige den 27 september samma år, utgiven av Njutafilms.

## Handling
Filmen utspelar sig efter att en katastrof ödelagt New York. Den kretsar kring en arkitekt med ambitionen att återuppbygga New York, baserat på gamla Rom.

## Rollista (i urval)
Källa: 

- Adam Driver – Cesar Catilina
- Giancarlo Esposito – Borgmästare Franklyn Cicero
- Nathalie Emmanuel – Julia Cicero
- Jon Voight – Hamilton Crassus III
- Laurence Fishburne – Fundi Romaine
- Aubrey Plaza – Wow Platinum
- Jason Schwartzman – Jason Zanderz
- Shia LaBeouf – Clodio Pulcher
- Talia Shire – Constance Crassus Catilina
- Grace VanderWaal – Vesta Sweetwater
- Kathryn Hunter – Teresa Cicero
- Dustin Hoffman – Nush "The Fixer" Berman
- James Remar
- Chloe Fineman
- D. B. Sweeney
- Giancarlo Esposito
- Balthazar Getty